# Hidalgo (stato)
Hidalgo è uno Stato situato nella zona centrale del Messico.

Confina a Nord con gli Stati di Veracruz e San Luis Potosí, a est con Puebla, a ovest con Querétaro e a sud con Stato del Messico e Tlaxcala. La sua capitale è Pachuca.
Lo Stato del Hidalgo venne costituito il 16 gennaio del 1860. Il nome deriva dal sacerdote e rivoluzionario Miguel Hidalgo.
È costituito da 84 comuni. Le città più importanti sono Pachuca e Tula, sede di un'importante raffineria e centrale elettrica nonché importante sito archeologico si ritiene infatti sia la ex capitale della civiltà tolteca.

## Società

### Evoluzione demografica
Abitanti censiti (in migliaia)

### Suddivisione amministrativa
Lo Stato di Hidalgo è suddiviso in 84 comuni (Municipalidades)
| Codice INEGI | Municipio                   | Capoluogo municipale     | Data di creazione | Popolazione (2015) | Area (km²) |
| ------------ | --------------------------- | ------------------------ | ----------------- | ------------------ | ---------- |
| 001          | Acatlán                     | Acatlán                  | 1869              | 21.044             | 241,63     |
| 002          | Acaxochitlán                | Acaxochitlán             | 1866              | 43.774             | 238,87     |
| 003          | Actopan                     | Actopan                  | 1824              | 56.429             | 271,86     |
| 004          | Agua Blanca de Iturbide     | Agua Blanca de Iturbide  | 1874              | 9.116              | 120,02     |
| 005          | Ajacuba                     | Ajacuba                  | 1936              | 18.320             | 253,11     |
| 006          | Alfajayucan                 | Alfajayucan              | 1847              | 20.332             | 433,52     |
| 007          | Almoloya                    | Almoloya                 | 1936              | 12.410             | 272,32     |
| 008          | Apan                        | Apan                     | 1824              | 44.576             | 322,22     |
| 009          | El Arenal                   | El Arenal                | 1826              | 18.807             | 137,6      |
| 010          | Atitalaquía                 | Atitalaquía              | 1870              | 29.683             | 63,43      |
| 011          | Atlapexco                   | Atlapexco                | 1936              | 19.902             | 142,65     |
| 012          | Atotonilco el Grande        | Atotonilco el Grande     | 1870              | 27.433             | 457,09     |
| 013          | Atotonilco de Tula          | Atotonilco de Tula       | 1865              | 38.564             | 121,34     |
| 014          | Calnali                     | Calnali                  | 1826              | 17.163             | 211,01     |
| 015          | Cardonal                    | Cardonal                 | 1865              | 18.347             | 593,63     |
| 016          | Cuautepec de Hinojosa       | Cuautepec de Hinojosa    | 1868              | 58.301             | 391,39     |
| 017          | Chapantongo                 | Chapantongo              | 1865              | 13.789             | 278,33     |
| 018          | Chapulhuacán                | Chapulhuacán             | 1877              | 23.961             | 232,30     |
| 019          | Chilcuautla                 | Chilcuautla              | 1850              | 18.169             | 222,82     |
| 020          | Eloxochitlán                | Eloxochitlán             | 1937              | 2.667              | 239,54     |
| 021          | Emiliano Zapata             | Emiliano Zapata          | 1943              | 14.825             | 123,01     |
| 022          | Epazoyucan                  | Epazoyucan               | 1880              | 14.693             | 139,58     |
| 023          | Francisco I. Madero         | Tepatepec                | 1927              | 35.872             | 104,99     |
| 024          | Huasca de Ocampo            | Huasca de Ocampo         | 1861              | 17.728             | 302,75     |
| 025          | Huautla                     | Huautla                  | 1865              | 21.244             | 292,31     |
| 026          | Huazalingo                  | Huazalingo               | 1826              | 13.986             | 107,46     |
| 027          | Huehuetla                   | Huehuetla                | 1827              | 25.989             | 214,84     |
| 028          | Huejutla de Reyes           | Huejutla de Reyes        | 1824              | 129.919            | 394,05     |
| 029          | Huichapan                   | Huichapan                | 1861              | 45.959             | 660,71     |
| 030          | Ixmiquilpan                 | Ixmiquilpan              | 1865              | 93.502             | 486,60     |
| 031          | Jacala de Ledezma           | Jacala de Ledezma        | 1880              | 13.399             | 440,95     |
| 032          | Jaltocán                    | Jaltocán                 | 1936              | 11.818             | 38,39      |
| 033          | Juárez                      | Juárez                   | 1920              | 3.108              | 110,79     |
| 034          | Lolotla                     | Lolotla                  | 1870              | 9.461              | 177,11     |
| 035          | Metepec                     | Metepec                  | 1865              | 11.801             | 146,34     |
| 036          | San Agustín Metzquititlán   | Metzquititlán            | 1848              | 9.437              | 245,72     |
| 037          | Metztitlán                  | Metztitlán               | 1825              | 20.111             | 796,91     |
| 038          | Mineral del Chico           | Mineral del Chico        | 1870              | 9.028              | 193,82     |
| 039          | Mineral del Monte           | Mineral del Monte        | 1825              | 14.640             | 53,43      |
| 040          | La Misión                   | La Misión                | 1920              | 10.139             | 232,79     |
| 041          | Mixquiahuala                | Mixquiahuala             | 1826              | 46.224             | 114,79     |
| 042          | Molango de Escamilla        | Molango                  | 1848              | 11.587             | 198,27     |
| 043          | Nicolás Flores              | Nicolás Flores           | 1870              | 7.031              | 249,70     |
| 044          | Nopala de Villagrán         | Nopala de Villagrán      | 1826              | 16.896             | 341,32     |
| 045          | Omitlán de Juárez           | Omitlán de Juárez        | 1868              | 9.636              | 79,73      |
| 046          | Orizatlán                   | Orizatlán                | 1870              | 38.952             | 323,93     |
| 047          | Pacula                      | Pacula                   | 1869              | 5.139              | 385,15     |
| 048          | Pachuca                     | Pachuca de Soto          | 1824              | 277.375            | 154,10     |
| 049          | Pisaflores                  | Pisaflores               | 1877              | 17.379             | 180,24     |
| 050          | Progreso de Obregón         | Progreso                 | 1969              | 23.451             | 90,98      |
| 051          | Mineral de la Reforma       | Pachuquilla              | 1920              | 150.176            | 115,24     |
| 052          | San Agustín Tlaxiaca        | San Agustín Tlaxiaca     | 1872              | 36.079             | 297,20     |
| 053          | San Bartolo Tutotepec       | San Bartolo Tutotepec    | 1865              | 18.986             | 358,48     |
| 054          | San Salvador                | San Salvador             | 1870              | 35.547             | 205,65     |
| 055          | Santiago de Anaya           | Santiago de Anaya        | 1870              | 17.032             | 256,23     |
| 056          | Tulantepec de Lugo Guerrero | Santiago Tulantepec      | 1944              | 37.292             | 64,29      |
| 057          | Singuilucan                 | Singuilucan              | 1827              | 14.851             | 420,21     |
| 058          | Tasquillo                   | Tasquillo                | 1861              | 16.403             | 240,01     |
| 059          | Tecozautla                  | Tecozautla               | 1826              | 37.674             | 525,06     |
| 060          | Tenango de Doria            | Tenango de Doria         | 1826              | 18,766             | 176,63     |
| 061          | Tepeapulco                  | Tepeapulco               | 1826              | 54.373             | 242,91     |
| 062          | Tepehuacán de Guerrero      | Tepehuacán de Guerrero   | 1826              | 30.750             | 347,34     |
| 063          | Tepeji del Río de Ocampo    | Tepeji del Río de Ocampo | 1826              | 87.442             | 353,43     |
| 064          | Tepetitlán                  | Tepetitlán               | 1871              | 10.932             | 147,89     |
| 065          | Tetepango                   | Tetepango                | 1865              | 11.624             | 44,93      |
| 066          | Villa de Tezontepec         | Tezontepec               | 1865              | 12.413             | 90,73      |
| 067          | Tezontepec de Aldama        | Tezontepec de Aldama     |                   | 53.009             |            |
| 068          | Tianguistengo               | Tianguistengo            |                   | 15.122             |            |
| 069          | Tizayuca                    | Tizayuca                 |                   | 119.442            |            |
| 070          | Tlahuelilpan                | Tlahuelilpan             |                   | 19.389             |            |
| 071          | Tlahuiltepa                 | Tlahuiltepa              |                   | 10.376             |            |
| 072          | Tlanalapa                   | Tlanalapa                |                   | 10.342             |            |
| 073          | Tlanchinol                  | Tlanchinol               |                   | 39.772             |            |
| 074          | Tlaxcoapan                  | Tlaxcoapan               |                   | 28.490             |            |
| 075          | Tolcayuca                   | Tolcayuca                |                   | 16.733             |            |
| 076          | Tula de Allende             | Tula de Allende          |                   | 109.093            |            |
| 077          | Tulancingo de Bravo         | Tulancingo               |                   | 161.069            |            |
| 078          | Xochiatipan                 | Xochiatipan              |                   | 19.752             |            |
| 079          | Xochicoatlán                | Xochicoatlán             |                   | 7.706              |            |
| 080          | Yahualica                   | Yahualica                |                   | 24.173             |            |
| 081          | Zacualtipán de Ángeles      | Zacualtipán de Ángeles   |                   | 34.720             |            |
| 082          | Zapotlán de Juárez          | Zapotlán de Juárez       | 1935              | 18.748             | 116,95     |
| 083          | Zempoala                    | Zempoala                 | 1870              | 45.382             | 319,87     |
| 084          | Zimapán                     | Zimapán                  | 1824              | 40.201             | 872,24     |